# یل‌لی‌بل (جیحان)
یل‌لی‌بل (به ترکی استانبولی: Yellibel) یک منطقهٔ مسکونی در ترکیه است که در جیحان واقع شده‌است.